# Euxoa bostoniensis
Euxoa bostoniensis är en fjärilsart som beskrevs av Augustus Radcliffe Grote 1874. Euxoa bostoniensis ingår i släktet Euxoa och familjen nattflyn. Inga underarter finns listade i Catalogue of Life.